# پراجاپاتی (رمان)
پراجاپاتی (ت.ت. 'پروانه') یک رمان بنگالی‌زبان از نویسنده هندی سامارش باسو است. این اثر اولین بار در سال ۱۹۶۷ در یک ماهنامه معروف بنگالی توسط نشر آناندا منتشر شد.
با انتشار آن، وکیل جوانی به نام امل میترا در ۲ فوریه ۱۹۶۸ علیه نویسنده و ناشر به خاطر فحاشی در رمان پراجاپاتی شکایت کرد و پرونده رسانه‌ای شد. بعدها دولت بنگال غربی از امل میترا حمایت کرد و علیه پراجاپاتی بیانیه داد. دادگاه بدوی حکم داد که این رمان واقعاً زشت است و ارزش ادبی ندارد. دیوان عالی در ادامه حکم مذکور را تأیید کرد. پس از تقریباً هفده سال، پراجاپاتی در دادگاه عالی هند حُکم رفع ممنوعیت گرفت.
بر اساس گزارش‌ها، پراجاپاتی قبل از اینکه اتهام فحاشی علیه آن مطرح شود، توسط انتشارات آناندا به عنوان کتاب جلد سخت منتشر شده بود. در چاپ دوم خود در سال ۱۹۸۵ بلافاصله پس از لغو حکم، فروش بی‌سابقه ای را به دست آورد. چاپ یازدهم پراجاپاتی بیان می‌کند که در چاپ اول ۸۸۰۰ نسخه آن چاپ شده بود، اما از چاپ دوم تا چاپ دهم (از ۱۹۸۵ تا ۲۰۰۳)، فروش آن به ۴۸۰۰۰ نسخه رسید.

## اقتباس
در سال ۱۹۹۳، یک فیلم هندی بنگالی زبان بر اساس این رمان ساخته شد. سومیترا چاترجی، ساتابدی روی، رابی قوش و ماماتا شانکار در این فیلم ایفای نقش کردند.